# Lo Tossalet (Hortoneda)
Lo Tossalet és una muntanya de 981,4 metres que es troba al municipi de la Conca de Dalt, a la comarca del Pallars Jussà, a l'antic terme d'Hortoneda de la Conca.
Està situat al nord-est d'Hortoneda, a la dreta del barranc de Llabro i a ponent de la partida de Senllí. És al nord de la Colladeta i de l'Escaleta, al nord-oest del Pas de l'Escaleta.